# Söderåsen
För andra betydelser, se Söderåsen (olika betydelser).
Söderåsen är en urbergshorst och nationalpark i nordvästra Skåne, i kommunerna Bjuv, Klippan, Svalöv och Åstorp. På Söderåsen finns Skånes högsta punkt: 212 m ö.h., vilken officiellt sett är namnlös trots ansatser att skapa ett namn. Åsen sträcker sig från Röstånga i sydost till Åstorp i nordväst. Skånes högst belägna kyrkby Stenestad ligger mitt på åsen, 180 meter över havet.
Utmed den branta nordöstsluttningen finns kanjonliknande dalgångar som Skäralid och Klöva hallar. Ädellövskog dominerar i dalgångarna och längs åsens sluttningar. Naturbetesmarker med ljunghedar och torrängar tillsammans med kärr och mossmarker bidrar till ett varierat landskap. Flera naturområden på Söderåsen är skyddade, förutom nationalparken även naturreservaten Hjorthagen Wrams Gunnarstorp, Klöva hallar, Åvarp, Åvarps fälad, Hallabäckens dalgång, Traneröds mosse och Nackarp. Strax norr om nationalparken ligger strövområdet Klåveröd. Vandringsleden Skåneleden (ledavsnittet Ås till åsleden) samt Söderåsleden följer Söderåsen hela vägen från Åstorp till Röstånga. På Söderåsens sydliga backar ligger de två strövområdena Finnstorp och Smedjebacken. Utanför Stenestad ligger parkanläggningen Stenestad park.
Namnet skrevs 1505 Sønderaas och har givits av invånarna i Norra och Södra Åsbo härader norr om åsen.

## Geologi
Söderåsen är geologiskt sett en horst som utgör en del av Tornquistzonen. Åsen började troligen bildas för ungefär 150 miljoner år sedan. Bergarterna i området utgörs främst av gnejs och gnejsgranit men även amfibolit, diabas och basalt finns, vilket tyder på att det förekommit vulkanisk aktivitet. Söderåsen utgör även en gräns mellan barrskogsbältet och lövskogsbältet i Skandinavien då granskogen gradvis tar vid norr om åsen.
Kvärkadalen och Skäralid bildar tillsammans en genombrottsdal som skär genom Söderåsen i Skåne. Detta förklaras  med att under Paleogentiden var Skåne och Söderåsen täckt med sediment som sedan eroderades så att floder skar ner i en topografi olik dagens.

## Nationalparken

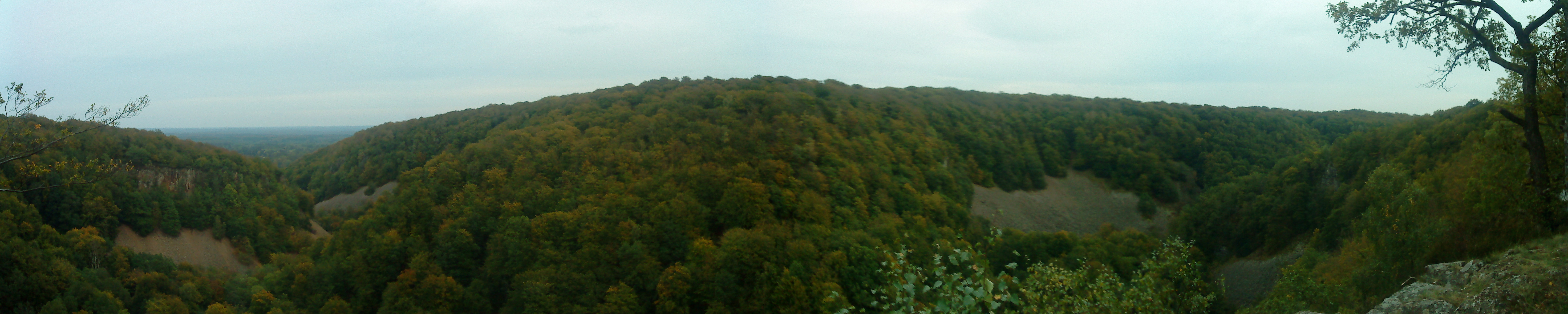
Panorama från Kopparhatten

Söderåsens nationalpark som är 1620 hektar stor, inrättades 2001 inom Klippans och Svalövs kommuner. Området var redan tidigare skyddat men fick då starkare skydd. Den sträcker sig från Skäralids ravin i norr till Nackarpsdalen i söder. I parken finns ett flertal vandringsleder och den är ett populärt utflyktsmål.
En naturlig utgångspunkt är naturum vid Skäralid och härifrån utgår ett flertal vandringsleder. Den åtta kilometer långa bäckravinen vid Skäralid är en unik sprickdal med många fuktiga miljöer där mossor, lavar och ormbunkar trivs. Genom dalgångens botten flyter Skärån fram och utmed dess klara vatten kan man se kungsfiskare, strömstare och forsärla. Parken är del av Sveriges största sammanhängande lövskogsområden stora inslag av bok, ek och död ved. Söderåsens nationalpark är Nordeuropas största skyddade ädellövsområde. Ett långsiktigt projekt håller på att omvandla området till en naturskog där träden får stanna hela sitt liv. I den artrika ädellövskogen trivs stenknäck och mindre flugsnappare samt en rad ovanliga insekter och svampar. 
Utsiktspunkten Kopparhatten är med sina 200 meter nationalparkens högsta punkt. Längst in i Nackarpsdalen finns den cirkelrunda Odensjön omgiven av nästan 30 meter höga, branta bergväggar.

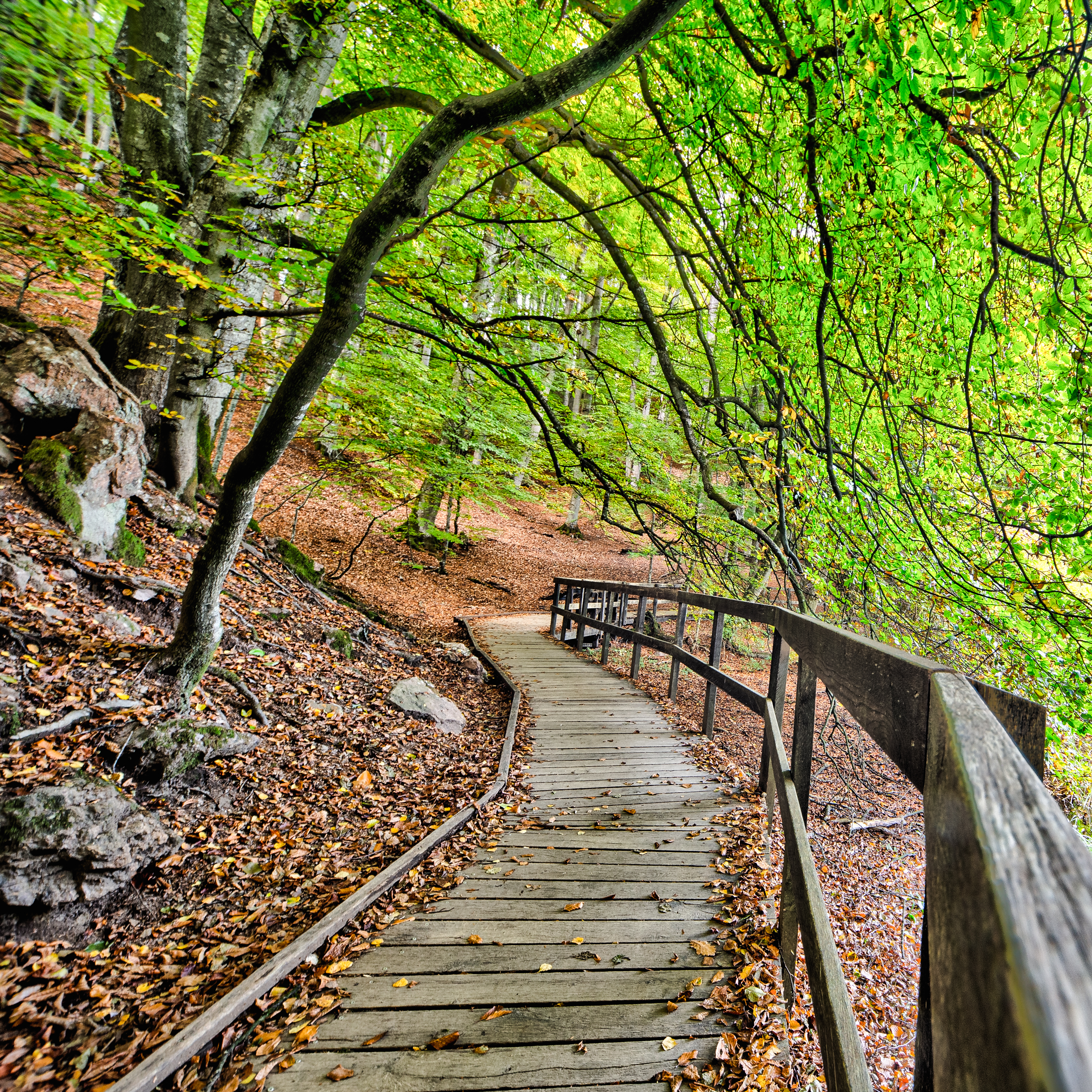
Promenadväg
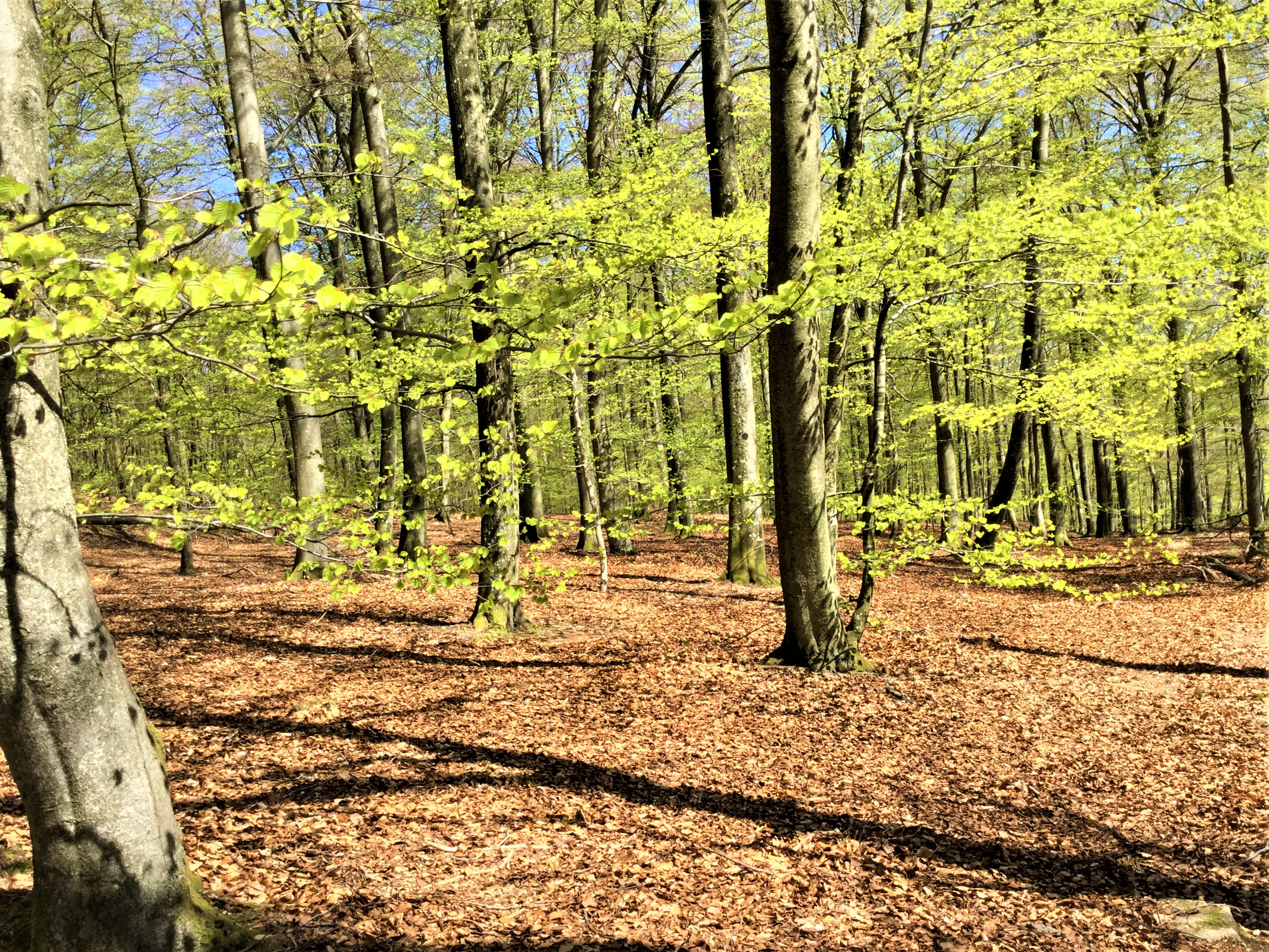
Bokskog, vår
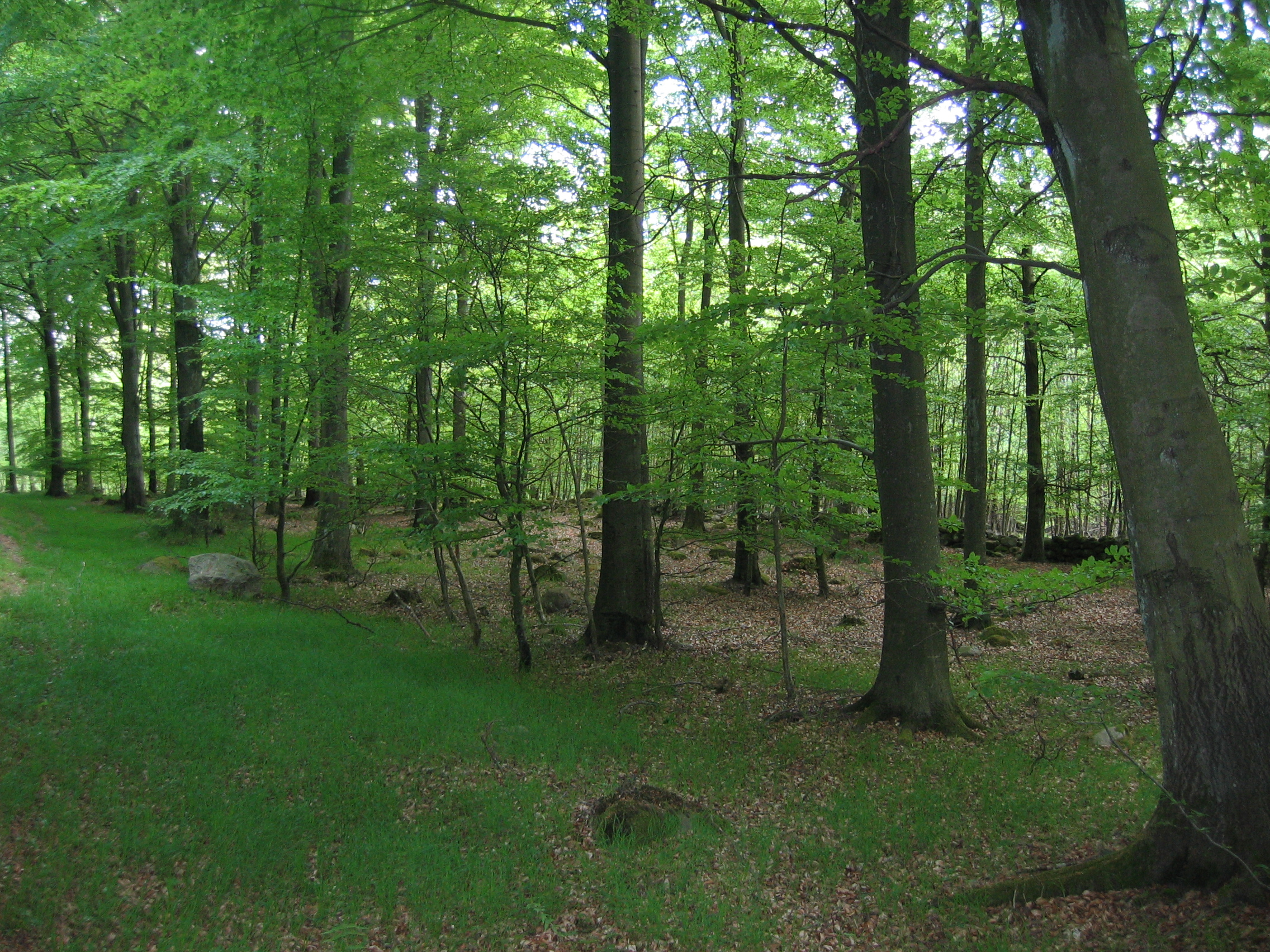
Bokskog, sommar
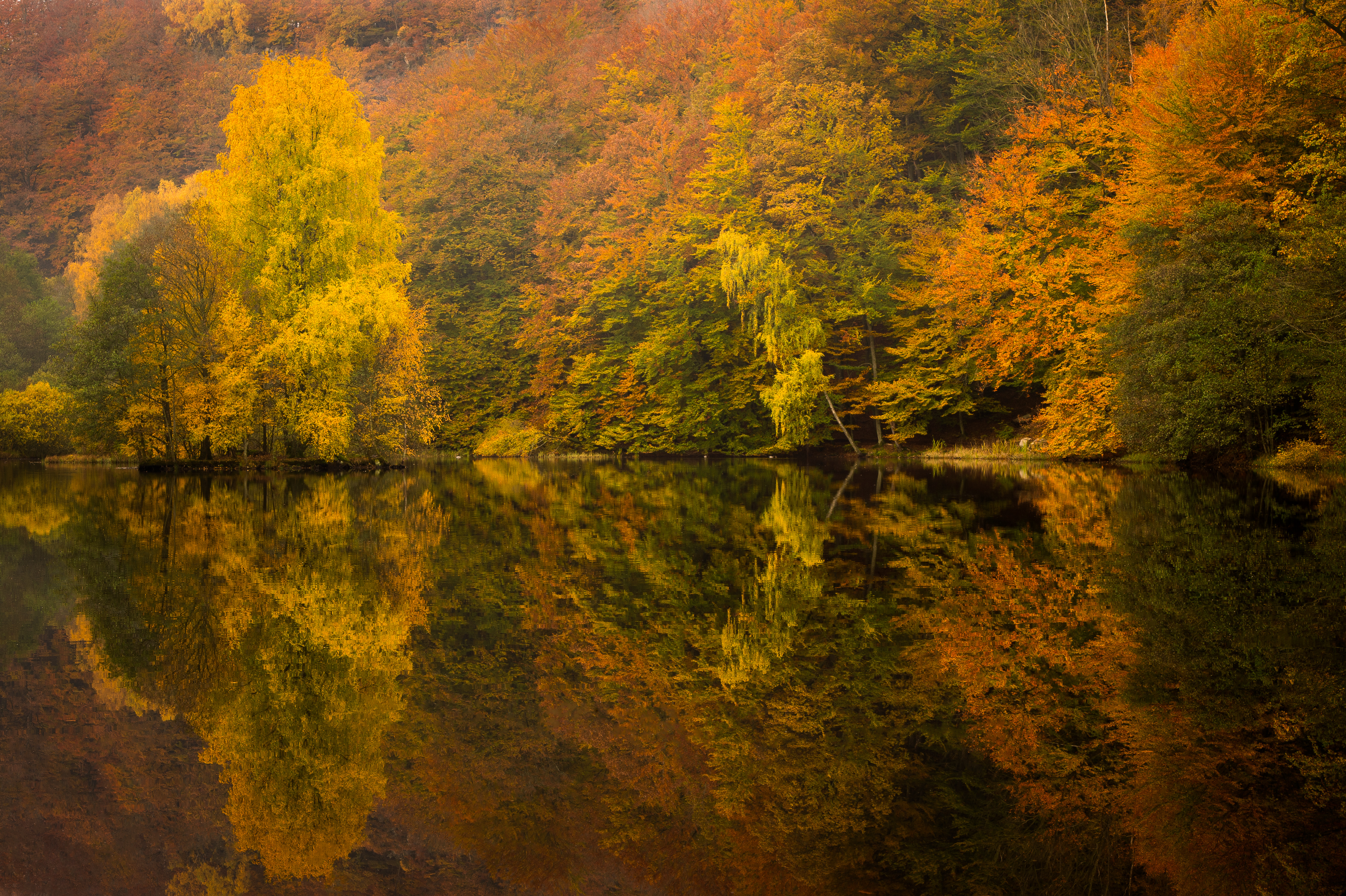
Skäralidsdammen
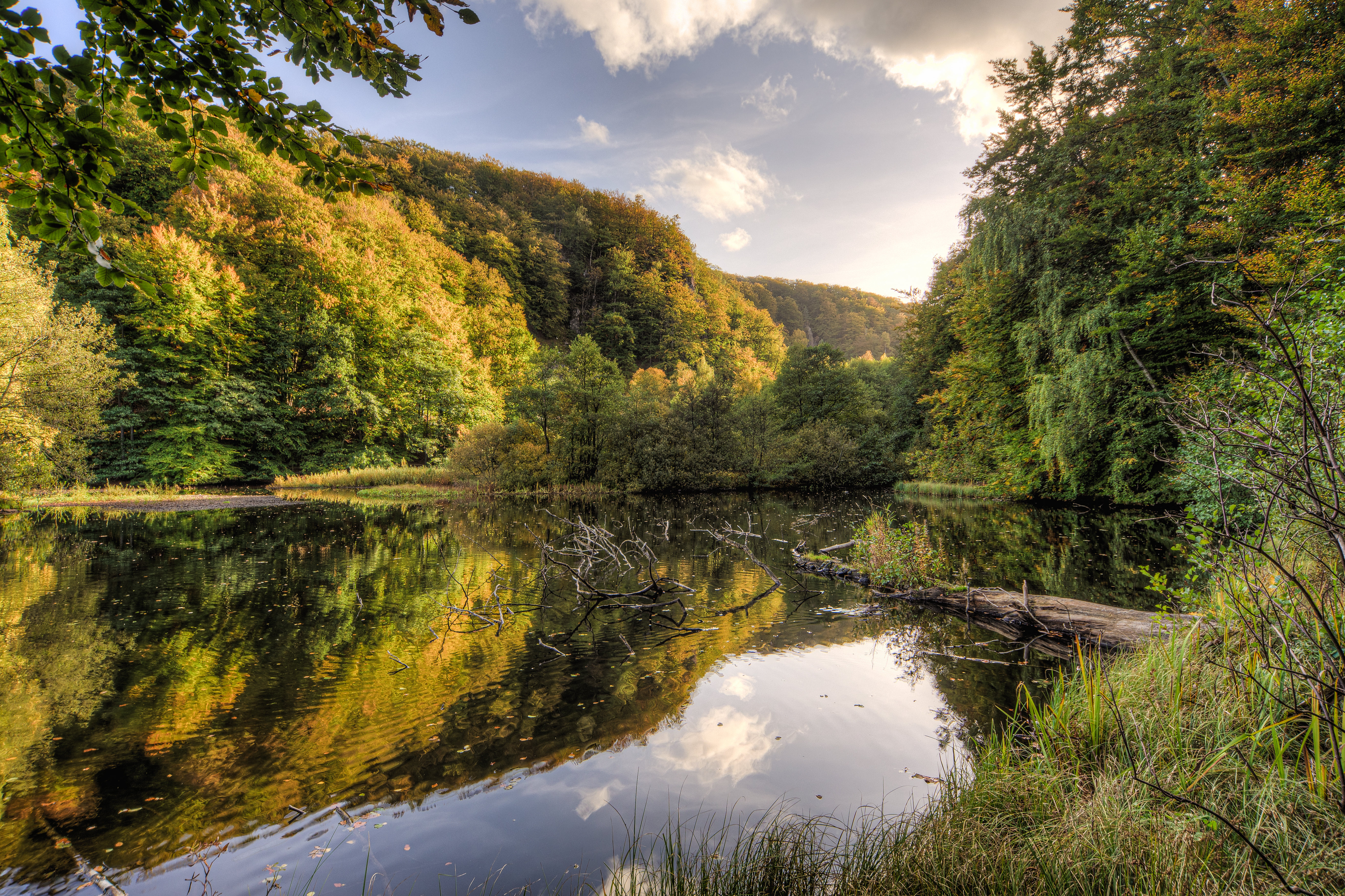
Skäralidsdammen
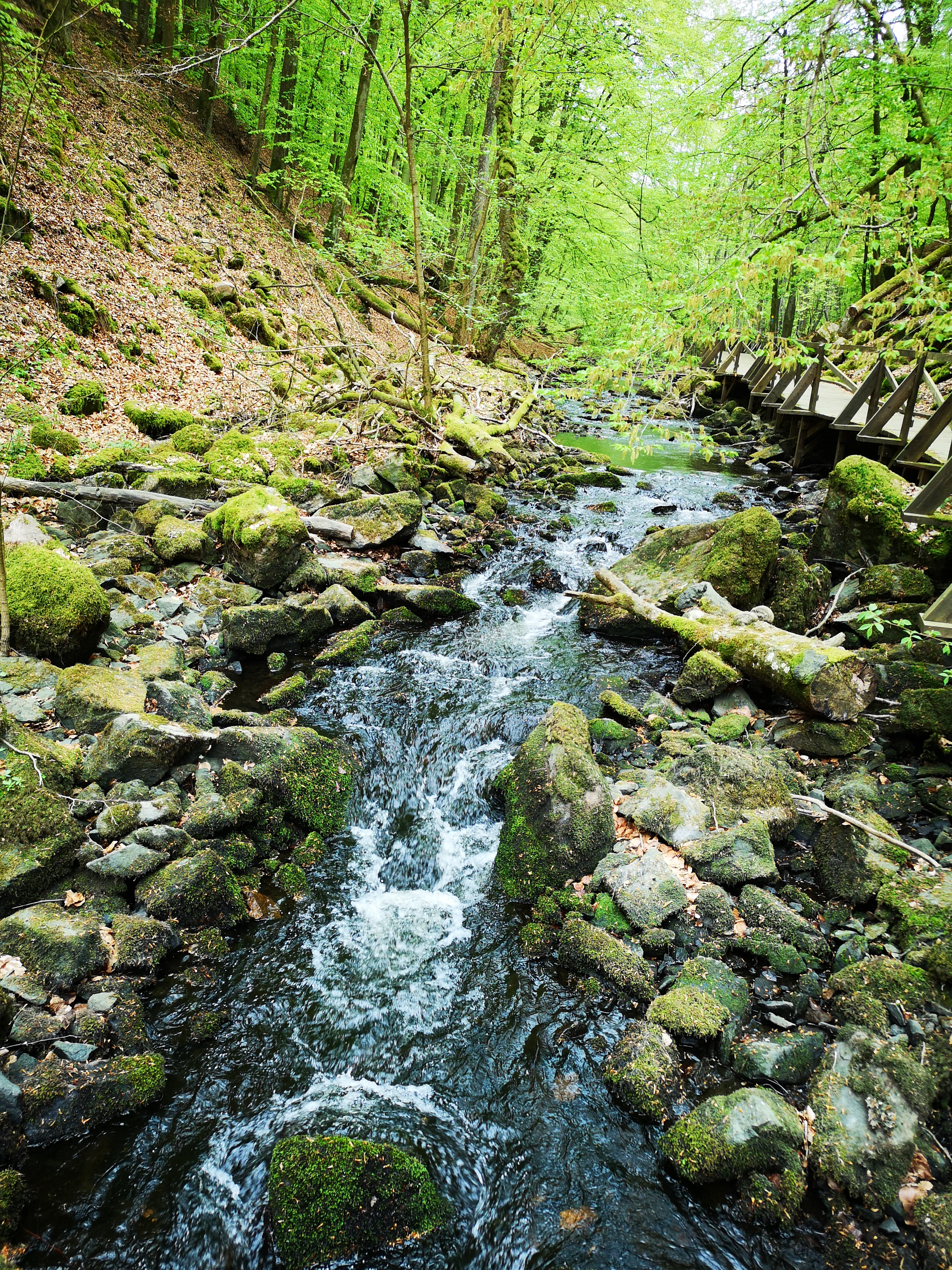
Vattendrag
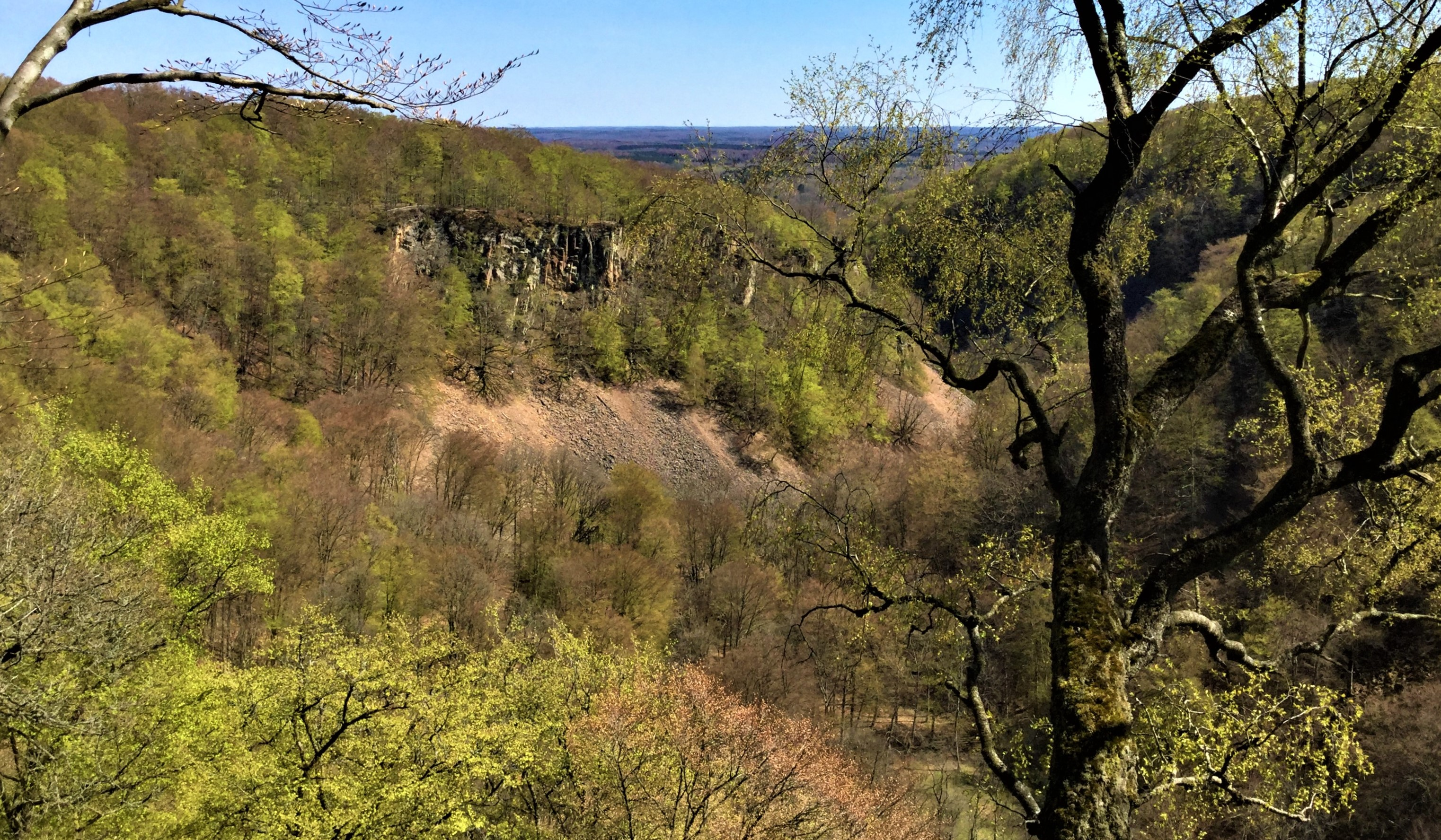
Skäralid
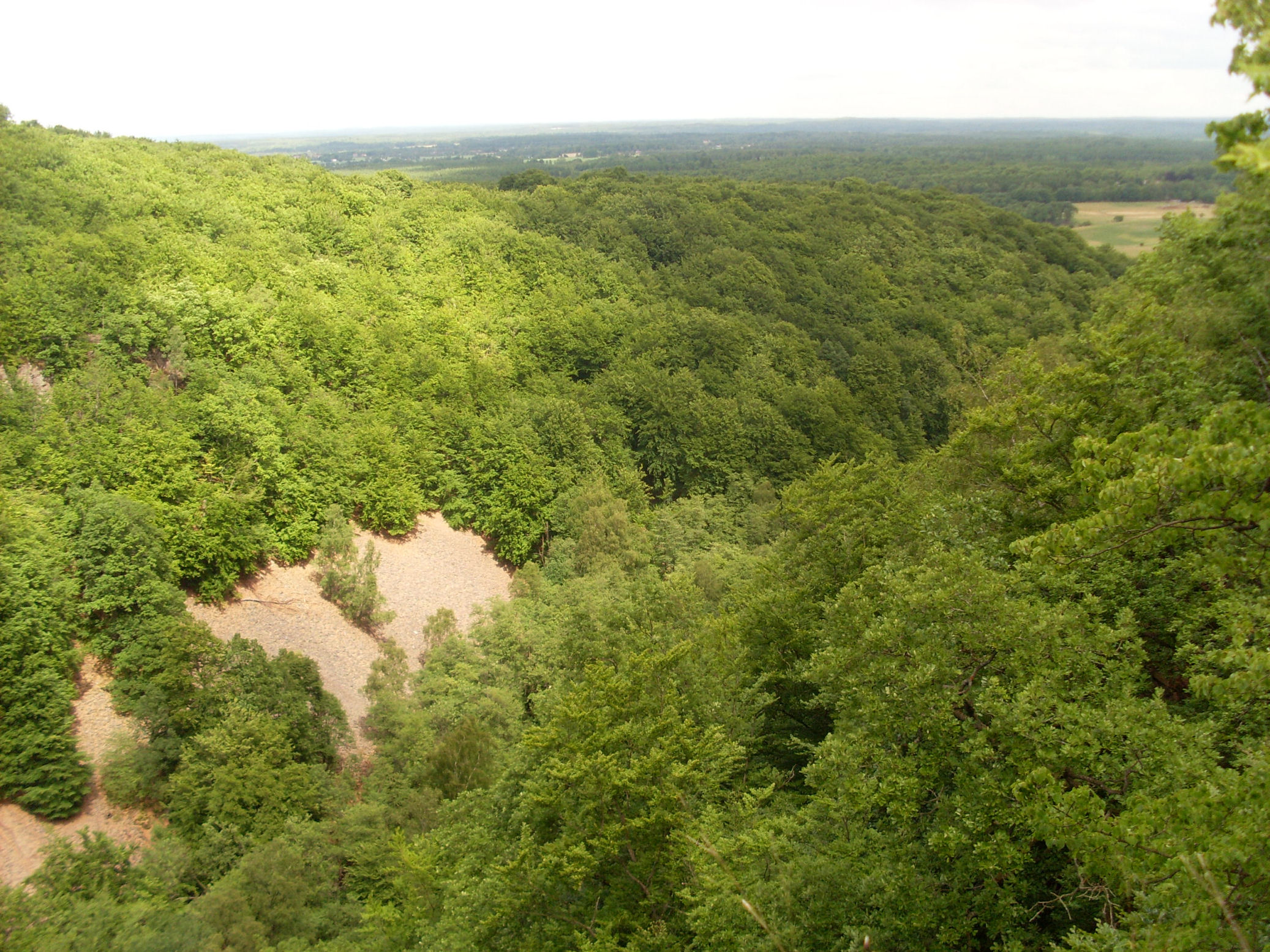
Skäralid
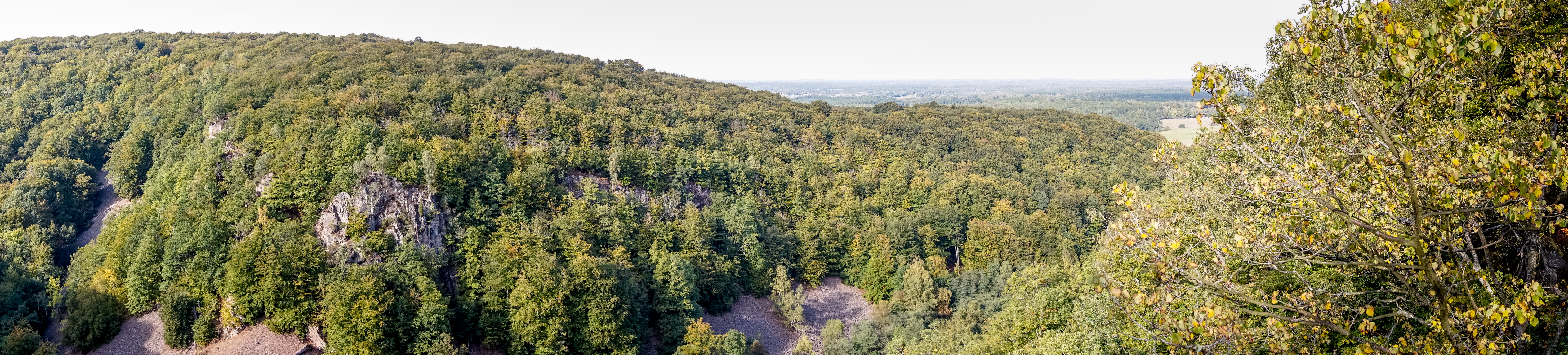
Panorama

### Fotnoter
1. ↑  https://skyddadnatur.naturvardsverket.se/sknat/?nvrid=2001828
2. ↑  ”Vinnaren utsedd – så ska Skånes högsta topp heta!”. Sydsvenskan. 24 februari 2024. https://www.sydsvenskan.se/2024-02-24/vinnaren-utsedd-sa-ska-skanes-hogsta-topp-heta/. Läst 15 mars 2024.
3. ↑  ”Behöver Skånes högsta punkt ett namn?”. www.isof.se. 13 mars 2024. https://www.isof.se/lar-dig-mer/bloggar/namnbloggen/inlagg/2024-03-13-behover-skanes-hogsta-punkt-ett-namn. Läst 15 mars 2024.
4. ↑  Nationalencyklopedin, Söderåsen. http://www.ne.se/uppslagsverk/encyklopedi/lång/söderåsen (hämtad 2016-07-15)
5. ↑   Terrängformer i Norden. Nordiska ministerrådet. 1984. sid. 21–22
6. ↑  Lidmar-Bergström, Karna; Elvhage, Christian; Ringberg, Bertil (1991). ”Landforms in Skåne, South Sweden” (på engelska). Geografiska Annaler. Series A, Physical Geography 73 (2):  sid. 61–91. doi:10.2307/520984.
7. 1 2 3 4  ”Söderåsens nationalpark”. www.lansstyrelsen.se. https://www.lansstyrelsen.se/skane/besoksmal/naturreservat/nationalparker/soderasens-nationalpark.html. Läst 30 mars 2020.
8. ↑  ”Söderåsens nationalpark | Länsstyrelsen Skåne”. web.archive.org. 8 januari 2019. Arkiverad från originalet den 8 januari 2019. https://web.archive.org/web/20190108084011/https://www.lansstyrelsen.se/skane/besok-och-upptack/naturreservat/nationalparker/soderasens-nationalpark.html. Läst 8 januari 2019.